# Liste der Kulturdenkmäler auf dem Frankfurter Hauptfriedhof

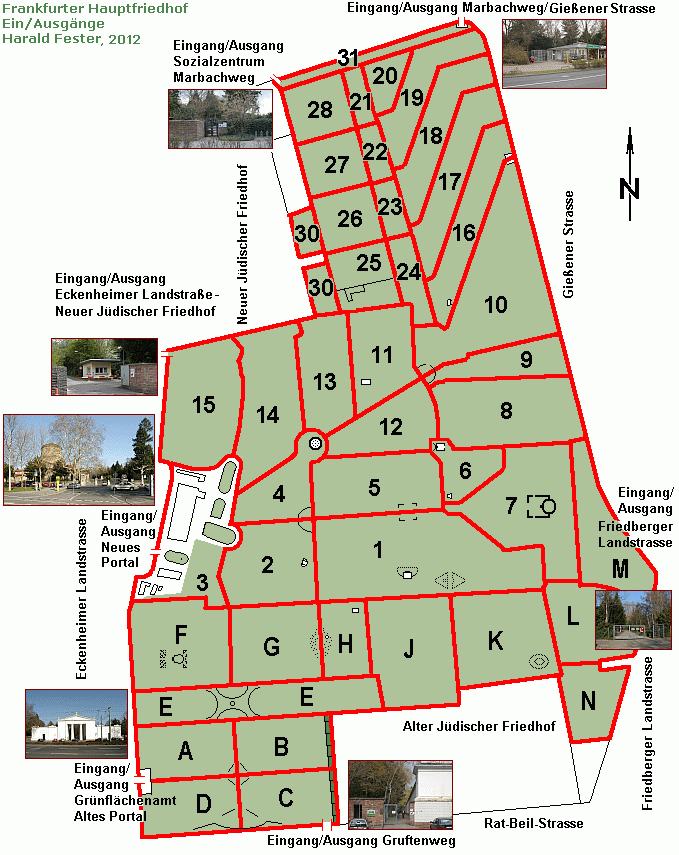
Frankfurter Hauptfriedhof, Plan der Ein- und Ausgänge

Die Vielzahl von Kulturdenkmälern auf dem Hauptfriedhof Frankfurt wird durch mehrere Listen erschlossen:
- Liste der Gräber bekannter Persönlichkeiten auf dem Hauptfriedhof Frankfurt
- Liste der Kulturdenkmäler auf dem Hauptfriedhof Frankfurt (Gewann A–B)
- Liste der Kulturdenkmäler auf dem Hauptfriedhof Frankfurt (Gewann C–D)
- Liste der Kulturdenkmäler auf dem Hauptfriedhof Frankfurt (Gewann E–F)
- Liste der Kulturdenkmäler auf dem Hauptfriedhof Frankfurt (Gewann G–N)
- Liste der Kulturdenkmäler auf dem Hauptfriedhof Frankfurt (Gewann I–XV)
- Gruftenhalle auf dem Hauptfriedhof Frankfurt